# Johann Christian Heintze
Johann Christian Heintze (um 1750) war ein deutscher Barockmaler in Rudolstadt.

## Leben
Heintze war Hof- und Kabinetmaler als „Kunstknecht“ für das Fürstentum Sachsen-Hildburghausen, aber auch in Rudolstadt um 1750 tätig. So malte er zusammen mit Carl Christlieb Reinthaler Ideallandschaften mit verschiedenen Personen hinter schmiedeeisernen Balustraden im Schloss Heidecksburg und einen Zyklus in der Galerie bzw. Marmorgalerie. Die Dekorationsmalerei war durchaus anspruchsvoll. Er und Reinthaler erhielten den Auftrag, großformatige Leinwandbilder mit Bewohnern aller Erdteile vor idealen Landschaften zu schaffen.
Der Maler Johann Ernst Heinsius war sein Sohn.